# Cornelis J. Gonnet
Cornelis Jacobus Gonnet (4 juli 1842, Haarlem – 7 februari 1926) was een Nederlands archivaris. 
Gonnet werd op 4 juli 1842 geboren in de Koningstraat te Haarlem. Gonnet mocht op 14-jarige leeftijd in februari 1857 na het afronden van zijn dagschool in de Barteljorisstraat meehelpen bij het secretariaat van het Stadhuis van Haarlem. Daar bleek Gonnet een beleefde en nauwkeurige jongen te zijn die makkelijk kon leren en onthouden. Een maand na zijn aanstelling benoemde de Haarlemse gemeenteraad A.J. Enschedé tot gemeentearchivaris der stad. Enschedé begon de verspreide gemeentearchieven te verzamelen, te ordenen en te beschrijven. Hij kon zelf enkele avonden per week hiermee aan de slag wegens zijn nevenfunctie bij de drukkerij Koninklijke Joh. Enschedé, daarom zocht hij iemand die dit werk kon bespoedigen. De gemeentesecretaris J. Tielenius Kruythoff beval hem zijn jongste klerk aan. En per 1 mei 1859 begon Gonnet bij het gemeentearchief. Het in 1866 en 1867 verschenen werk Inventaris van het archief der stad Haarlem is het resultaat van de inspanningen van onder andere Enschedé en Gonnet.
Op 28 juni 1906 werd Gonnet onderscheiden als Ridder in de Orde van de Nederlandse Leeuw.